# Toronto (band)
Toronto is een Canadese rockband die eind jaren 1970 werd geformeerd in Toronto, Ontario en misschien het best bekend voor de Canadese top tien hit Your Daddy Don't Know (die ook de Amerikaanse hitlijsten kraakte) en voor het schrijven en uitvoeren van de oorspronkelijke versie van What About Love, een nummer dat later een top tien comeback-single zou worden voor de band Heart.

## Bezetting
- Annie 'Holly' Woods[4] (zang)
- Brian Allen[5] (gitaar)
- Sheron Alton[6] (gitaar, achtergrondzang)
- Nick Costello[7] (basgitaar)
- Jimmy Fox[8] (drums)
- Scott Kreyer[9] (toetsen)

## Geschiedenis
De band begon toen zangeres Annie 'Holly' Woods gitarist Brian Allen ontmoette. De bezetting werd aanvankelijk afgerond door gitarist/achtergrondzanger Sheron Alton, toetsenist Scott Kreyer, bassist Nick Costello en drummer Jimmy Fox, maar veranderde voortdurend tijdens het bestaan van de band. Toronto's eerste album Lookin' for Trouble werd uitgebracht in 1980. De eerste single Even The Score was een kleine hit en miste net de Canadese Top 40. Head On (1981) volgde, waarna Costello en Fox de band verlieten en werden vervangen door Gary LaLonde (later van Honeymoon Suite) en Barry Connors (later van Coney Hatch). De band werd genomineerd voor een Juno in 1981 voor «Most Promising Group of the Year» samen met Loverboy, Martha & the Muffins, Red Rider en Powder Blues Band (winnaar).
Dit sextet nam Get It on Credit op in 1982. De eerste single en bekendste hit Your Daddy Don't Know bereikte de top 5 in Canada en de nummer 77 in de Verenigde Staten. Your Daddy Don't Know werd in 1983 genomineerd voor een Juno Award voor «Composer of the Year» (het nummer is geschreven door Geoff Iwamoto en Michael Roth). Lalonde werd in 1983 vervolgens vervangen door Mike Gingrich voor Girls Night Out. Dit album kreeg ook aandacht, net als het Greatest Hits album van 1984. In 1984 werd Holly Woods genomineerd voor een Juno voor «Female Vocalist of the Year» samen met Dalbello, Shari Ulrich en Anne Murray (winnaar).
Er waren vervolgens verschillende uitgangen en ingangen in 1984 en 1985, met de oprichters Allen en Alton, samen met drummer Connors. Ze werden vervangen door Marty Walsh (gitaren), Daryl Alvaro (gitaren) en Paul Hanna (drums) en de band doopte zichzelf om tot Holly Woods and Toronto. In 1985 bracht het vernieuwde sextet hun laatste album Assault and Flattery uit. Het bevatte de single New Romance, geschreven door Holly Knight en Anton Fig. In 1985 werd de band gedwongen uit elkaar te gaan toen Solid Gold Records faillissementsbescherming aanvroeg. Woods en Kreyer verhuisden uiteindelijk naar Atlanta, waar ze naar de Lowery Studios gingen om een soloalbum van Woods op te nemen. Het album lag echter meer dan 20 jaar op de plank, totdat Cyclone Records de rechten op de "verloren" meesters verwierf en het album in 2007 uitbracht.
De band scoorde begin jaren 1980 een handvol hitsingles in Canada, waaronder Your Daddy Don't Know, Start Tellin' the Truth en Girls' Night Out. Your Daddy Don't Know werd gecoverd door The New Pornographers voor de filmsoundtrack van FUBAR: The Album (2003 ). Het nummer What About Love is opgenomen door Toronto tijdens de Get It on Credit-sessies. Het is geschreven door de bandleden Alton en Allen, samen met externe medewerker Jim Vallance. De rest van de band koos er echter voor om het nummer niet uit te brengen en de frustratie waarmee Allen en Alton werden geconfronteerd omdat ze hun bandleden niet konden overtuigen om dit en ander materiaal op Toronto's albums te vertonen, leidde tot hun vertrek uit de band. In 1985 werd het nummer aangeboden aan Heart, die What About Love veranderde in een internationale top 10-hit. De oorspronkelijke versie van Toronto werd in 2002 uitgebracht als een bonusnummer op de heruitgaven van verschillende van hun albums.

## Discografie

### Singles
- 1980:	Even the Score
- 1980: 5035
- 1980: Lookin' For Trouble
- 1980: Still Talkin' 'Bout Love
- 1981:	Silver Screen
- 1981: Enough Is Enough
- 1982:	Your Daddy Don't Know
- 1982: Start Tellin' the Truth
- 1982: Don't Walk Away
- 1982: Get It On Credit
- 1983:	Girls Night Out
- 1983: All I Need
- 1984:	Ready to Make Up
- 1984: New Romance

### Albums
- 1980: Lookin' for Trouble als Toronto
- 1981: Head On als Toronto
- 1982: Get It on Credit als Toronto
- 1983: Girls' Night Out als Toronto
- 1984: Greatest Hits als Toronto
- 1984: Assault & Flattery als Holly Woods & Toronto
- 2007: Live It Up! als Holly Woods